# Miguel Frank
Miguel Frank Vega (Santiago de Chile, 27 de marzo de 1920 - 9 de agosto de 1994) fue un abogado, escritor, dramaturgo, director de cine y director de teatro chileno.

## Biografía
Se educó en Chile y en Europa. Muy joven dirigió su primera película Amanecer de esperanzas (1941), luego Cita con el destino (1945, basada en un relato de Joaquín Díaz Garcés, después Música en tu corazón (1946) y la que se consideró su mejor película, Río Abajo (1950), basada en un cuento de Mariano Latorre. 
Más adelante se dedicó al teatro en el que creó y dirigió obras de gran éxito como Tiempo de vals (e Carolina (1954) y El hombre del siglo (1946), que fue traducida al inglés y publicada por la Southern Illinois University Press en 1970. En 1964 obtuvo el Premio Gabriela Mistral otorgado por la I. Municipalidad de Santiago de Chile. 
Fue uno de los creadores de los "teatros de bolsillo" con la fundación en 1950 del teatro "L'Atelier" y posteriormente introdujo el Café-Concert con sus obras Ellas (1975) y Mi noche con ellas (1976). Por su labor teatral obtuvo el premio Caupolicán (1951). 
Como escritor ganó el Concurso Literario CRAV con su novela Nunca como antes, que publicó la editorial Zig-Zag en 1965, además de lo cual publicó el ensayo Cinco actrices chilenas. Presidió y formó parte, en varias ocasiones, del Directorio de la Sociedad de Autores Teatrales de Chile, presidió el Centro Chileno del Instituto Internacional de Teatro de la UNESCO, y fue crítico de cine de la revista Ecran. Representó a Chile, en diversas oportunidades. en reuniones internacionales de las Sociedades de Autores y de derechos de autor.
- Datos: Q11692653